# Xperia 5 V
Xperia 5 V（エクスペリア ファイブ マークファイブ）は、ソニーによって開発された、第5世代移動通信システム (5G) 対応のAndroid搭載端末である。

## 概要
2023年9月1日に発表され、2023年10月13日に発売された。
今機では望遠カメラが無くなった。
チップセットは「Snapdragon 8 Gen 2」を搭載。